# Herbert Somplatzki
Herbert Karl Somplatzki (* 19. Dezember 1934 in Groß Piwnitz, Landkreis Ortelsburg, Masuren) ist ein deutscher Schriftsteller.

## Leben und Werk
Herbert Somplatzki erlebte als Kind die Flucht aus seiner masurischen Heimat. Er kam 1946 ins Ruhrgebiet und begann mit 14 Jahren auf der Zeche Gewerkschaft Auguste Victoria in Marl-Hüls zu arbeiten. Nach elf Jahren Arbeit im Bergbau studierte er als Ausnahmestudent an der Deutschen Sporthochschule in Köln mit dem Abschluss als Diplom-Sportlehrer. Es folgte ein weiteres Studium der Medienpädagogik, Germanistik, Kunst und Erziehungswissenschaften an der Akademie Remscheid und an der Universität-Gesamthochschule Essen mit dem Abschluss als Diplom-Pädagoge.
Somplatzki war Gründungsmitglied des Literatur-Rates Nordrhein-Westfalen und stellvertretender Landesvorsitzender des Verbandes deutscher Schriftsteller (VS) in Nordrhein-Westfalen. Somplatzki ist bzw. war Mitglied der Christine-Koch-Gesellschaft zur Förderung der Literatur im Sauerland, des Friedrich-Bödecker-Kreises,  der Kulturpolitischen Gesellschaft. der Landesarbeitsgemeinschaft Jugend und Literatur in NRW, der Europäischen Autorenvereinigung Die Kogge, des PEN International und des Werkkreises Literatur der Arbeitswelt.
Seit langem widmet Somplatzki sich den deutsch-polnischen Beziehungen, sowohl in seiner literarischen Arbeit als auch in der Begegnung mit den Menschen in seiner masurischen Heimat. Seine bilingualen Bücher Morgenlicht und wilde Schwäne – Brzask i dzikie łabędzie und Die Frau mit dem Bernsteinhaar – Kobieta o bursztynowych włosach geben Deutschen und Polen die Möglichkeit, sie sowohl in ihrer Muttersprache als auch in der Sprache des europäischen Nachbarn zu lesen. Sein Buch Masurische Gnadenhochzeit verdeutlicht als Geschichte in Geschichten deutsch-polnische Berührungen seit Ende des 19. Jahrhunderts bis zur Gegenwart. Dieses Buch wurde in Zusammenarbeit mit dem Westpreußischen Landesmuseum in Münster zur Grundlage der bilingualen Ausstellung Ost-West-Begegnungen in Krieg und Frieden, die seit dem „Deutsch-Polnischen Jahr 2005/06“ in Deutschland und Polen präsentiert wurde.
Herbert Somplatzki lebt seit 1998 in Schmallenberg im Sauerland.

## Auszeichnungen
- Erster Preis im Autorenwettbewerb des Verbandes Deutscher Freilichtbühnen (Theaterstück: Auf einem anderen Stern), 1976
- Hörspielpreis der ARD für Minutenhörspiele (für das Hörspiel Lernprozesse), 1972
- Silbermedaille der Internationalen Sportfilmtage Duisburg, 1968
- Bundesverdienstkreuz am Bande, 2019
- 2022 das Ehrenverdienstabzeichen für Ermland und Masuren für sein jahrzehntelanges literarisches Wirken für die deutsch-polnische Verständigung.[4]

## Werke
Diverse Werke seit 1967, unter anderem in Zusammenarbeit mit Ilka Boll, insbesondere Bücher, Liedtexte, Theaterstücke, Hörspiele und Grafiken.

## Ausstellungen
Ausstellung Ost-West-Begegnungen in Krieg und Frieden – Auf den Spuren einer Familiengeschichte des Westpreußischen Landesmuseums in Münster-Wolbeck, gezeigt unter anderem 2008 im Kulturzentrum Ostpreußen in Ellingen.

## Hörbücher
- (1995) (NOM records) Wortmusik Ensemble Wortmusik, Kompositionen: Theo Jörgensmann und Eckard Koltermann.